# Форт-Додж (Айова)
Форт-Додж (англ. Fort Dodge) — город и административный центр округа Уэбстер, штат Айова, США расположенный на берегу, реки Де-Мойн. По данным переписи 2020 года, население составляло 24 871 человек, что меньше, чем 25 136 человек в 2000 году. Форт-Додж — крупный коммерческий центр Северной и Северо-Западной Айовы. Через него проходят автомагистрали 20 и 169.

## История

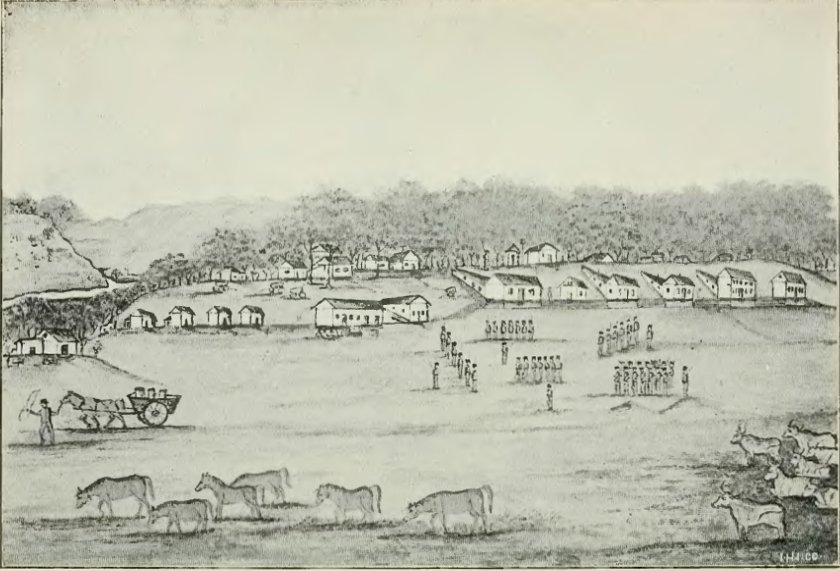
Форт-Додж, иллюстрация Уильяма Уильямса, 1852 год.

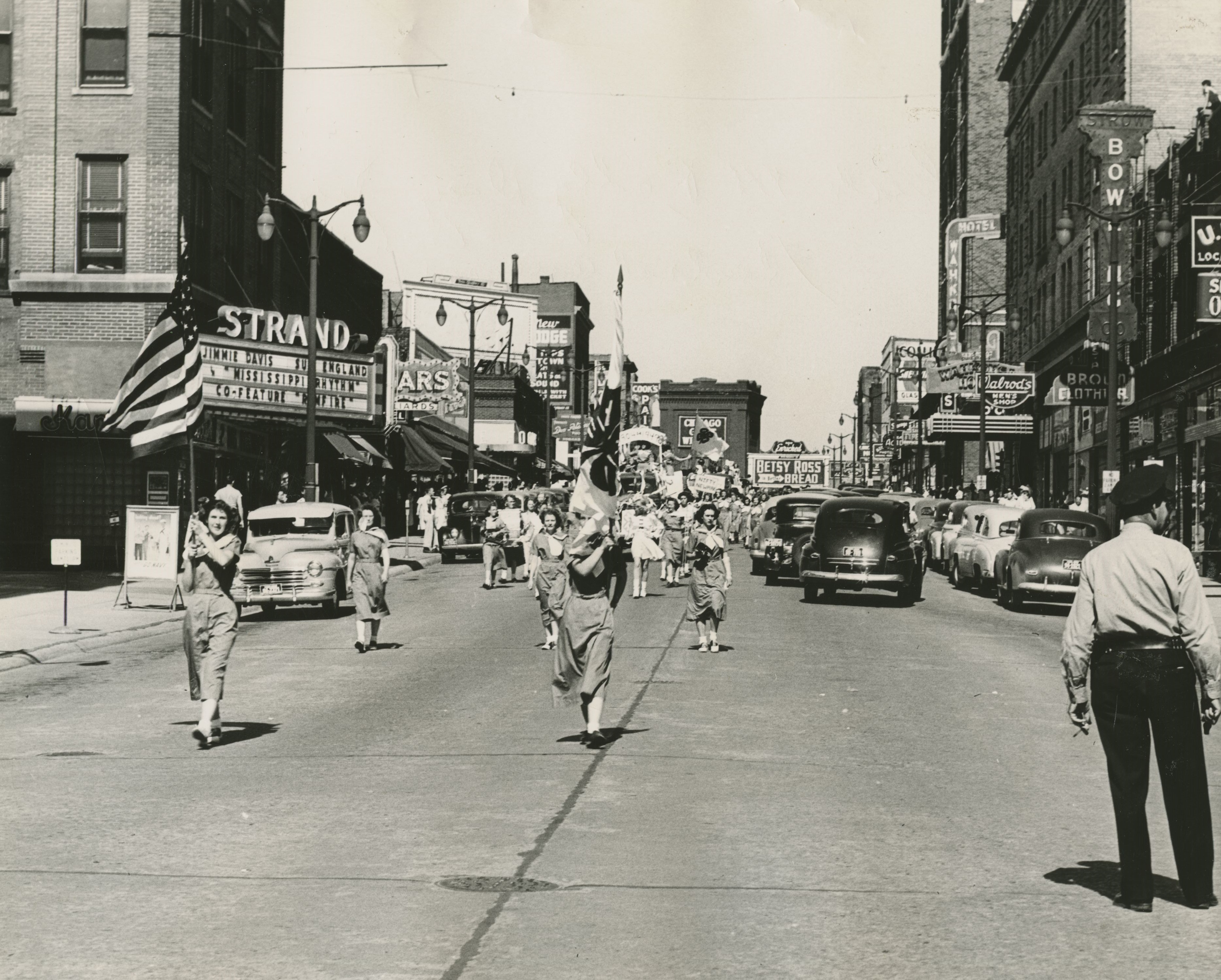
Парад в честь международного женского дня на центральном проспекте, 1949 год.

Форт-Додж ведёт свое начало с 1850 года, когда рота Е 6-го пехотного полка была отправлена из форта Снеллинг для возведения и размещения гарнизона форта на слиянии рек Де-Мойн и Лизард-Крик. Первоначально он назывался Форт Кларк, но был переименован в Форт-Додж, потому что в Техасе был еще один форт с таким же названием. Он был назван в честь Генри Доджа, губернатора территории Висконсин (в которую входила Айова до 1846 года). Форт был оставлен армией в 1853 году.
В следующем году Уильям Уильямс, гражданский владелец магазина в Форте Додж, купил землю и здания старого форта. Город Форт-Додж был основан в 1869 году. В 1872 году началась долгая и продолжающаяся история производства гипса в Айове. когда Джордж Рингленд, Уэбб Винсент и Стиллман Т. Мезерви основали гипсовые мельницы Форт-Додж для добычи, измельчения и подготовки гипса для коммерческого использования. Компания построила первую гипсовую мельницу к западу от реки Миссисипи, в ее истоке, который впоследствии стал известен известно как Гипсум-Крик.
В 2001 году город был награждён премией «All-America City Award» (с англ. — «Всеамериканский город») присуждаемой Национальной гражданской лигой, которую неофициально называют «Нобелевской премией за конструктивное гражданство» и которая выдается за активную гражданскую позицию жителей некорпоративных сообществ Соединённых Штатов в жизни местного самоуправления. 
В 2018 году Крис Патрик, исполнительный директор Fort Dodge Main Street, заявил, что Форт-Додж местные жители называют «Маленьким Чикаго», потому что архитекторы спроектировали здания в центре города, чтобы они напоминали Чикаго середины 1900-х годов.

## География
Форт-Додж расположен на координатах 42°30′25″ с. ш. 94°10′50″ з. д. (42.506803, −94.180271), на реке Де-Мойн.
По данным Бюро переписи населения США, общая площадь города составляет 42,24 км2, из которых 41,57 км2 занимает суша и 0,67 км2 — вода.

### Климат
В Форт-Додже влажный континентальный климат с холодной зимой и жарким влажным летом.
| Показатель                    | Янв.  | Фев.  | Март | Апр. | Май  | Июнь | Июль | Авг. | Сен. | Окт. | Нояб. | Дек. | Год  |
| ----------------------------- | ----- | ----- | ---- | ---- | ---- | ---- | ---- | ---- | ---- | ---- | ----- | ---- | ---- |
| Абсолютный максимум, °C       | −37   | −34   | −30  | −14  | −6   | 1    | 6    | 2    | −7   | −20  | −23   | −32  | −37  |
| Средний суточный максимум, °C | −3,6  | −0,8  | 6,6  | 14,9 | 21,1 | 26,5 | 28,2 | 26,8 | 23,4 | 16,3 | 7,3   | −0,4 | 13,8 |
| Средняя температура, °C       | −8,7  | −6,1  | 1,0  | 8,2  | 14,8 | 20,6 | 22,4 | 21,1 | 16,8 | 9,7  | 1,7   | −5,2 | 8,1  |
| Средний суточный минимум, °C  | −13,7 | −11,4 | −4,6 | 1,6  | 8,6  | 14,7 | 16,7 | 15,3 | 10,3 | 3,2  | −3,8  | −9,9 | 2,2  |
| Абсолютный минимум, °C        | 19    | 19    | 31   | 38   | 41   | 40   | 43   | 43   | 39   | 35   | 31    | 21   | 43   |
| Норма осадков, мм             | 24    | 31    | 50   | 94   | 116  | 140  | 107  | 108  | 71   | 65   | 47    | 37   | 891  |
| Источник: NOAA                |       |       |      |      |      |      |      |      |      |      |       |      |      |

## Население

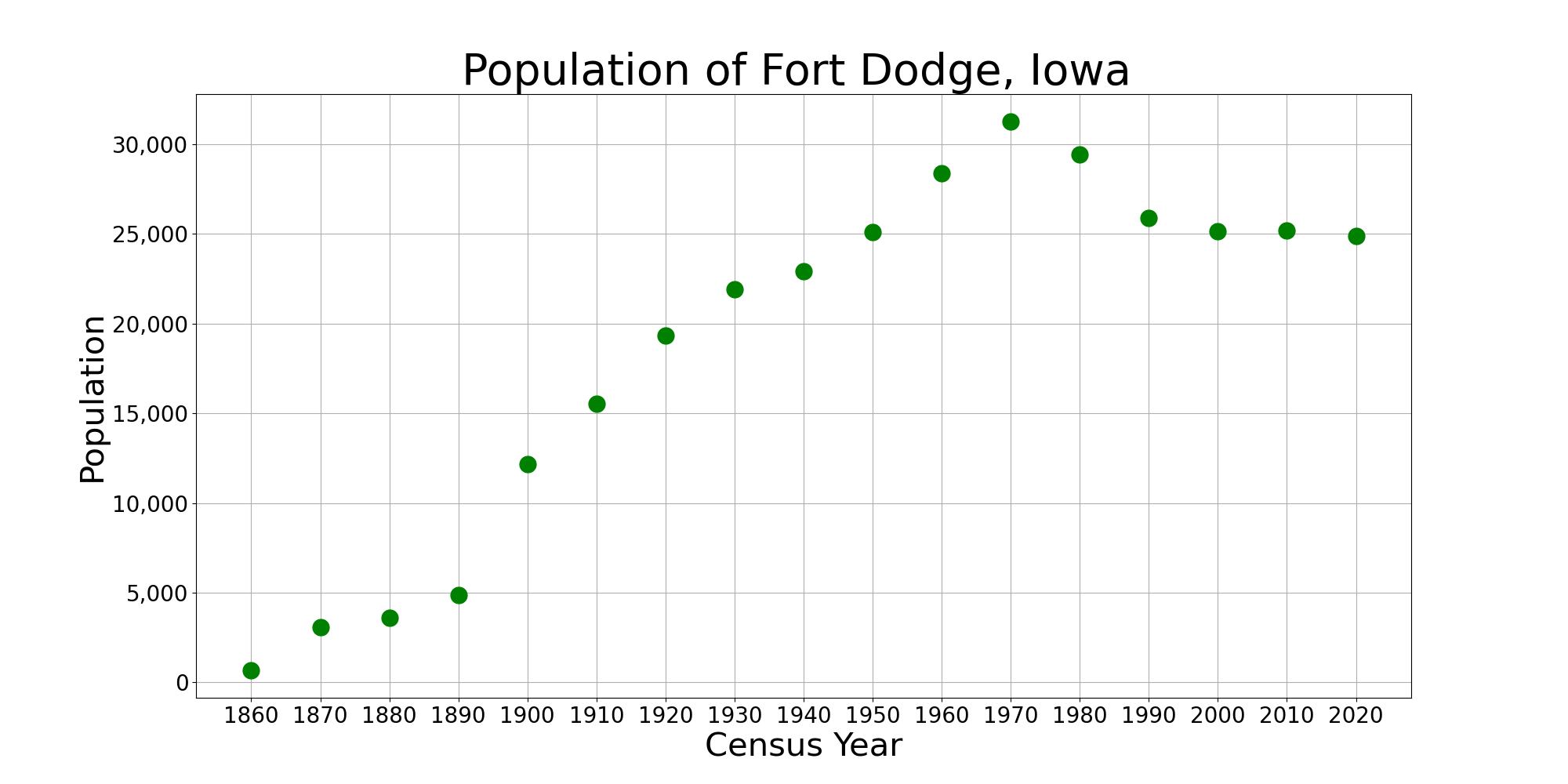
График численности населения Форт-Доджа по годам.

### Перепись 2010 года
По данным переписи 2010 года в городе проживало 25 206 человек, было 10 275 домохозяйств и 5 850 семей. Плотность населения составила 606,4 человека на квадратный километр. Было зарегистрировано 11 215 единиц жилья со средней плотностью 269,8 человек на квадратный километр. Расовый состав города составлял 90% белых, 5,5% афроамериканцев, 0,4% коренных американцев, 0,8% азиатов, 1,4% представителей других рас и 2,2% представителей двух или более рас. Латиноамериканцы любой национальности составляли 5,0% населения.
Из 10,275 домохозяйств, в 27,5% имели детей в возрасте до 18 лет, проживающих с ними, 39,5% были супружескими парами, живущими вместе, 13,0% имели домохозяйку-женщину без мужа, 4,4% имели домохозяина-мужчину без жены и 43,1 % не были семейными. 36,8% всех домохозяйств состояли из отдельных лиц, а в 14,4% проживали одинокие люди в возрасте 65 лет и старше. Средний размер домохозяйства составлял 2,21, а средний размер семьи - 2,89 чел.
Средний возраст жителей города составил 36,8 лет. 21,8% жителей были моложе 18 лет; 13,2% были в возрасте от 18 до 24 лет; 23,4% были от 25 до 44 лет; 25,3% были от 45 до 64 лет; и 16,2% были в возрасте 65 лет и старше. Гендерный состав города составлял 51,3% мужчин и 48,7% женщин.

### Перепись 2000 года
По данным переписи 2000 года в городе проживало 25 136 человек, было зарегистрировано 10 470 домохозяйств и 6 376 семей. Плотность населения составила 666,5 человек на квадратный километр. Было 11 168 единиц жилья со средней плотностью 296,1 человека на квадратный километр. Расовый состав населения города составлял 92,47% белых, 3,79% афроамериканцев, 0,21% коренных американцев, 0,85% азиатов, 0,02% жителей островов Тихого океана, 1,30% представителей других рас и 1,36% представителей двух или более рас. Латиноамериканцы любой национальности составляли 2,94% населения.
Из 10 470 домохозяйств, в 29,0% проживали детей в возрасте до 18 лет, 45,9% составляли супружеские пары, живущие вместе, 11,4% имели домохозяйку без мужа и 39,1% не были семейными. 33,8% всех домохозяйств состояли из отдельных лиц, а в 14,1% проживали одинокие люди в возрасте 65 лет и старше. Средний размер домохозяйства составлял 2,29, а средний размер семьи - 2,94.
Возрастной разброс: 24,3% в возрасте до 18 лет, 10,7% в возрасте от 18 до 24 лет, 25,2% в возрасте от 25 до 44 лет, 21,2% в возрасте от 45 до 64 лет и 18,5% в возрасте 65 лет и старше. Средний возраст составил 38 лет. На каждые 100 женщин приходилось 90,5 мужчин. На каждые 100 женщин в возрасте 18 лет и старше приходилось 86,7 мужчин.
Средний доход домохозяйства в городе составлял 33 361 доллар, а средний доход семьи - 42 555 долларов. Средний доход мужчин составлял 31 253 доллара против 23 360 долларов у женщин. Доход на душу населения в городе составил 18 018 долларов. Около 7,7% семей и 11,6% населения находились за чертой бедности, в том числе 14,2% лиц в возрасте до 18 лет и 7,2% лиц в возрасте 65 лет и старше.

## Экономика
Основными отраслями промышленности Форт-Доджа являются производство биотоплива, корма для скота, добыча гипса и известняка, производство консервных банок, гипсокартона, грузовые перевозки, производство ветеринарных фармацевтических препаратов и вакцин, а также розничная торговля.
Гипсовый камень перерабатывается в гипсокартон и штукатурные изделия на нескольких производственных предприятиях города. Технология производства гипсокартона была запатентована жителем Форт-Додж, а гипс, использованный для создания мистификации Кардиффского гиганта в конце 19 века, также был добыт в Форт-Додже. В настоящее время гипсовыми заводами в Форт-Додже и его окрестностях управляют National Gypsum Company, Georgia Pacific Corporation, SureTeed Corporation и United States Gypsum Company.
В Форт-Додже находится компания Fort Dodge Animal Health (подразделение компании Boehringer Ingelheim), крупного производителя фармацевтических препаратов и вакцин для ветеринарного использования. В 1995 году штаб-квартира компании была перенесена из Форт-Додж в Оверленд-Парк, штат Канзас, однако два из трех производственных предприятий компании в США до сих пор расположены в Форт-Додж.
По крайней мере, три крупные национальные автотранспортные компании (в основном бортовые перевозчики, обслуживающие производство гипсокартона) базируются в Форт-Додже. Город также является торговым центром Северной Айовы.
На протяжении большей части 20-го века мясопереработка была основной отраслью промышленности в Форт-Додже. Последние два крупных мясокомбината (принадлежащие Iowa Beef Processors и Hormel) закрылись в 1980-х годах, когда компании переместили свои мощности ближе к производству говядины в западных штатах, таких как Северная и Южная Дакота. Одна из лабораторий Fort Dodge Animal Health была построена на месте бывшего мясокомбината Hormel.
В 1998 году в городе открылось Исправительное учреждение Форт-Додж, государственная тюрьма среднего режима на 1250 мест.

## Искусство и культура

### Историческое наследие
Форт-музей и пограничная деревня расположены на юго-западной окраине города. Это полномасштабное воссоздание военного форпоста в прерии XIX века. Здесь также представлена реконструированная деревня того же периода. Кроме того, в Музее Форта есть копия Кардиффского Гиганта, археологической мистификации, созданной из гипса, добытого в Форт-Додже. Ежегодно на территории музея проводится мероприятие «Дни границы». Здесь проходят парады, конкурсы красоты, исторические реконструкции, лагерь оленьих шкур и живая развлекательная программа. В 2014 году событию исполнилось 40 лет. Не все изображения ранней истории в Музее Форта исторически точны, и он является скорее туристической достопримечательностью, а не настоящим музеем.
Мемориальный музей искусств Бландена, первый публичный музей искусства в штате Айова, расположен в историческом районе Оук-Хилл в Форт-Додже. Музей открылся 5 июня 1932 года. Постоянная экспонируемая коллекция включает гравюры, скульптуры и картины европейских и американских художников. В музее также проводятся художественные занятия для детей и взрослых.

### Музыка
Форт-Додж поддерживает несколько музыкальных организаций, в том числе гражданское хоровое общество, финансируемый городом муниципальный оркестр, региональный симфонический оркестр, христианский хоровой союз и мужской парикмахерский квартет. В 1896 году знаменитый композитор Эдвард Григ сочинил пьесу под названием «Экспромт мужскому хору Грига в Форт-Додже, штат Айова».
Shellabration - это ежегодный рок-концерт, который проводится в конце июля - начале августа в музыкальном павильоне Oleson Park с участием гастролирующих по стране рок-групп. Ранее выступавшие группы включали Styx, Foreigner, REO Speedwagon и Lynyrd Skynyrd.
Общество блюза Lizard Creek каждое лето спонсирует ежегодный блюзовый фестиваль «Blues Under the Trees», на который собираются блюзовые музыканты со всех концов Соединенных Штатов.
Компания Fort Dodge Choir Boosters проводит ежегодный «Хоровой фестиваль Форт-Додж», в котором принимают участие хоры средних школ и колледжей со всего верхнего Среднего Запада под руководством признанного на национальном уровне дирижера или композитора.
Старшая средняя школа Форт-Додж служит местом проведения Фестиваля марширующих оркестров штата Айова, Фестиваля сольных и малых ансамблей штата, а также региональных соревнований джаз-бэндов средней школы.

### Театр
Театр и музыкальный театр - исторически популярные виды искусства в Форт-Додже, при этом сообщество поддерживает три независимые театральные организации. Общественный театр «Ястребиный глаз» ставит в год шесть полнометражных постановок разных жанров. Comedia Musica Players — это гражданская музыкальная театральная труппа, которая каждую осень выпускает ежегодный мюзикл. Компания Stage Door Productions летом предоставляет возможность театрального обучения и выступлений для учащихся средних, старших классов и колледжей. Она выпускает одну пьесу небольшого состава в год.
Каждую весну две местные средние школы и общественный колледж ставят студенческий мюзикл. Мюзикл для старших классов средней школы Форт-Додж - старейшая традиция школьного музыкального театра в Соединенных Штатах, впервые поставленная в 1927 году.

### Исторические здания

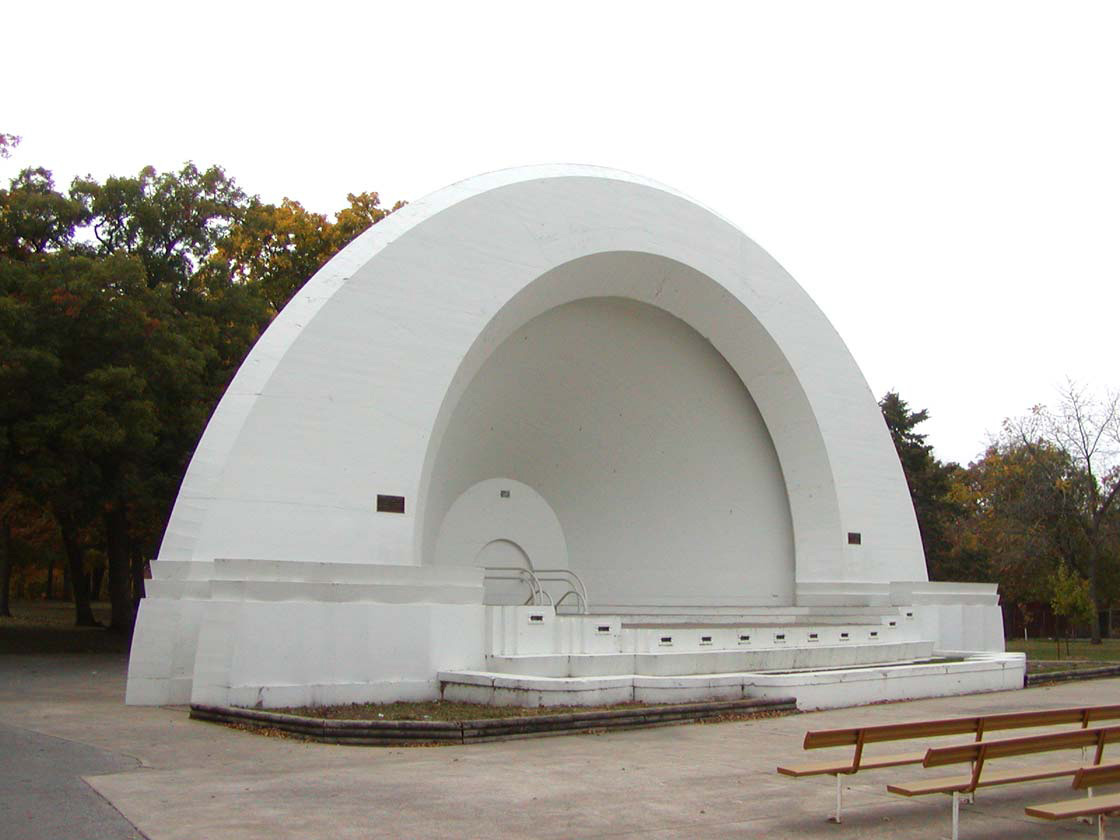
Музыкальный павильон в Олесон-парке
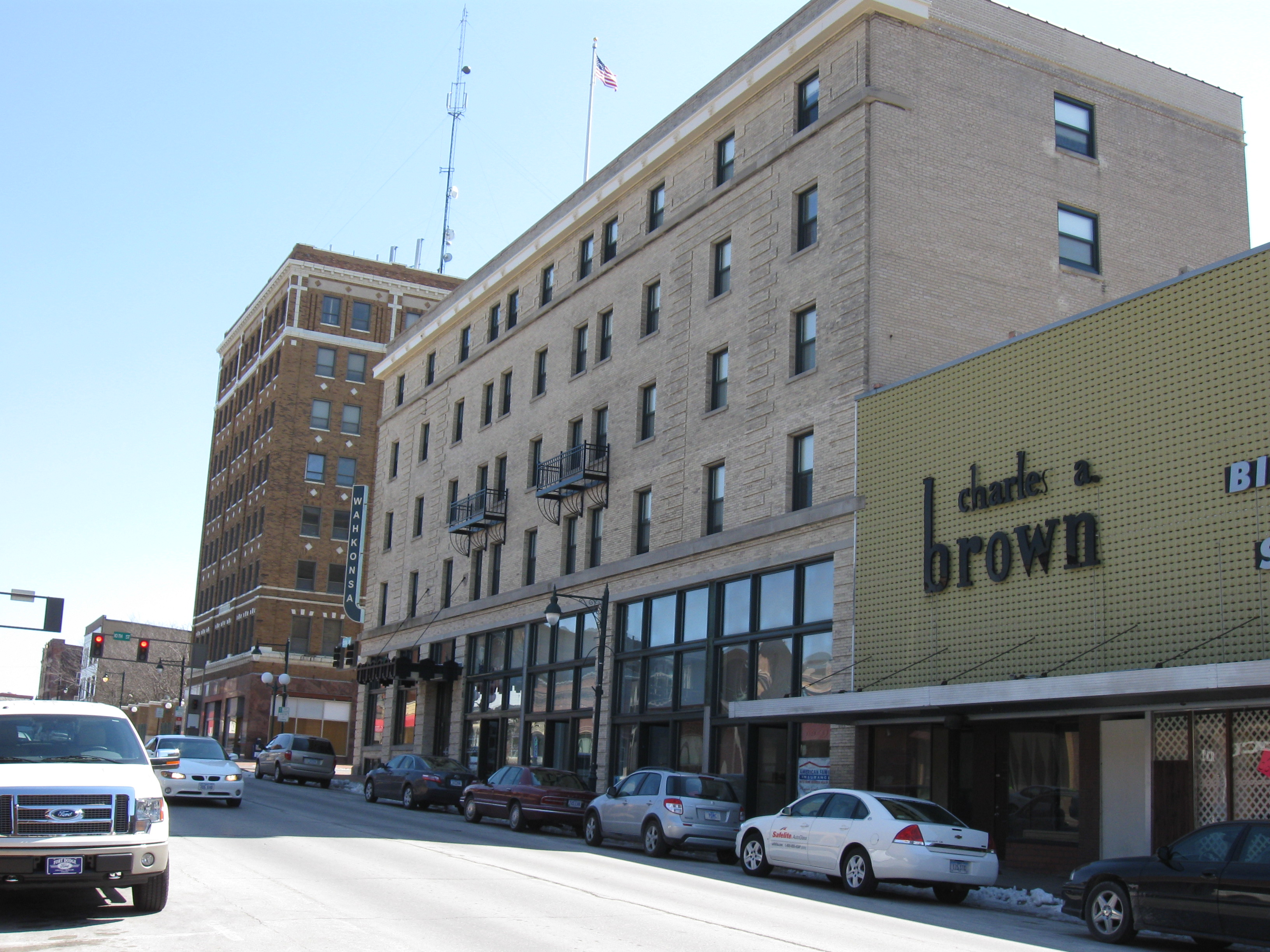
Отель Вахконса
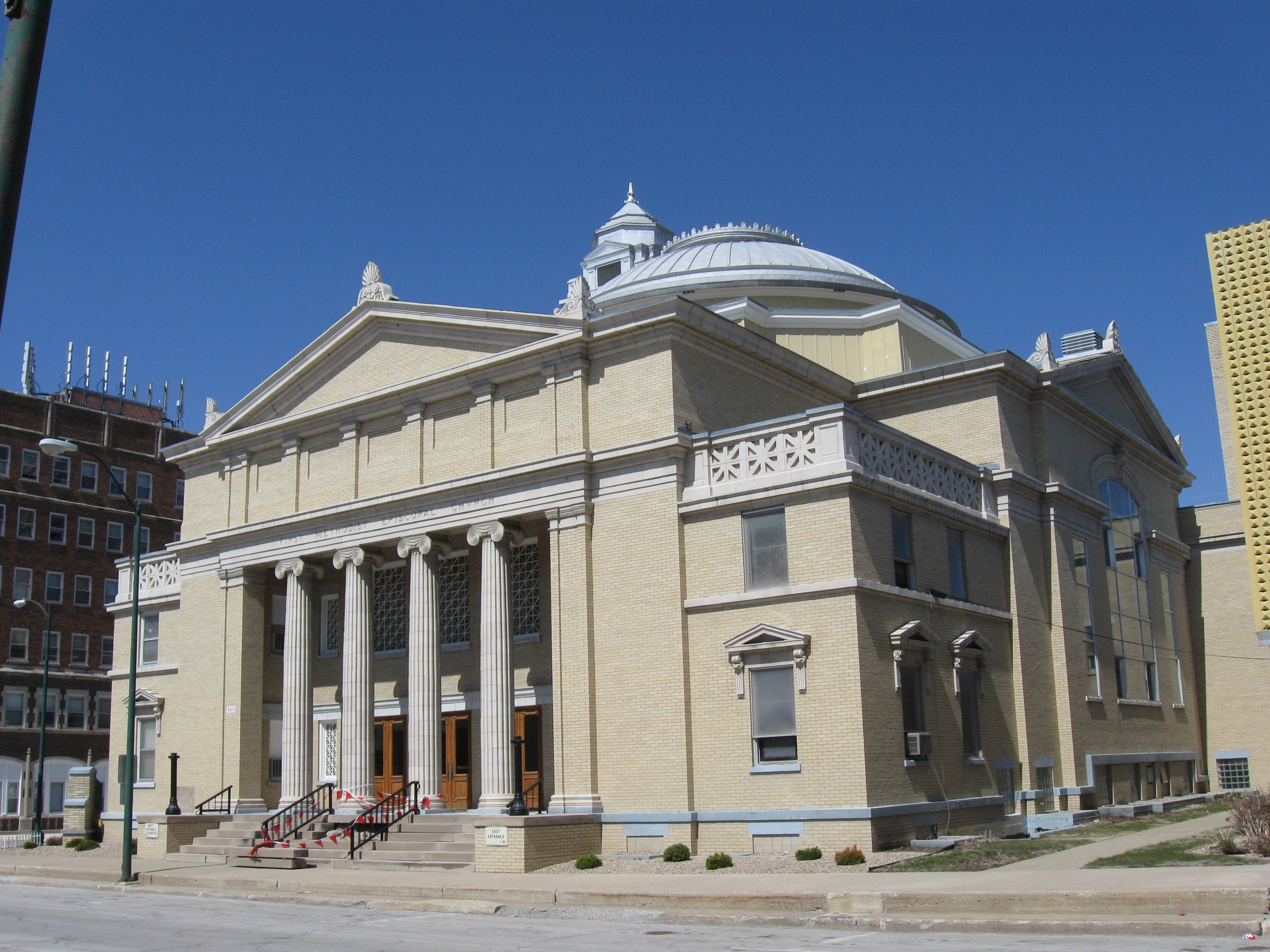
Здание Объединённой методистской церкви
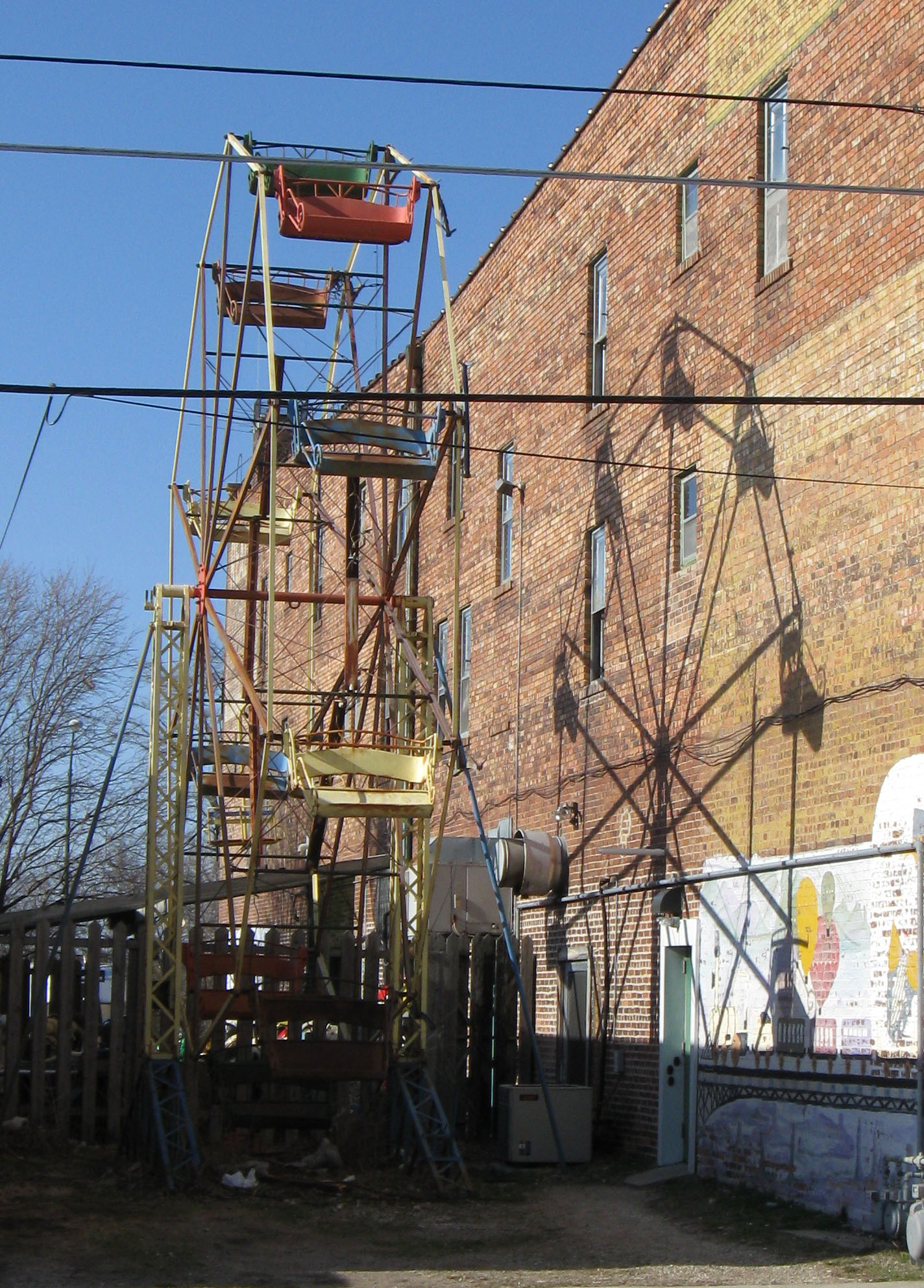
Заброшенное колесо обозрение, ныне находящееся в Игл-Гров, Айова
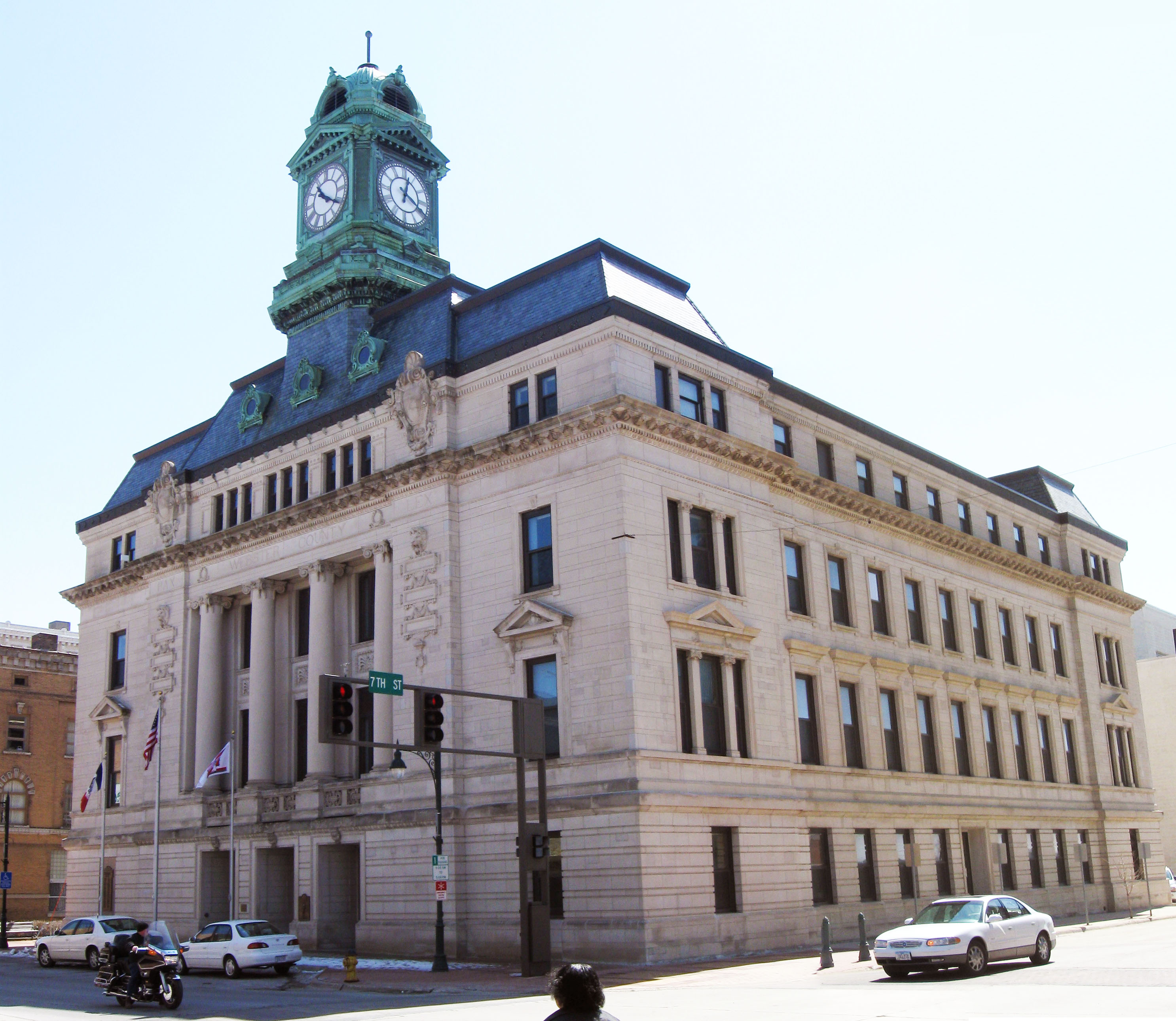
Суд округа Уэбстер
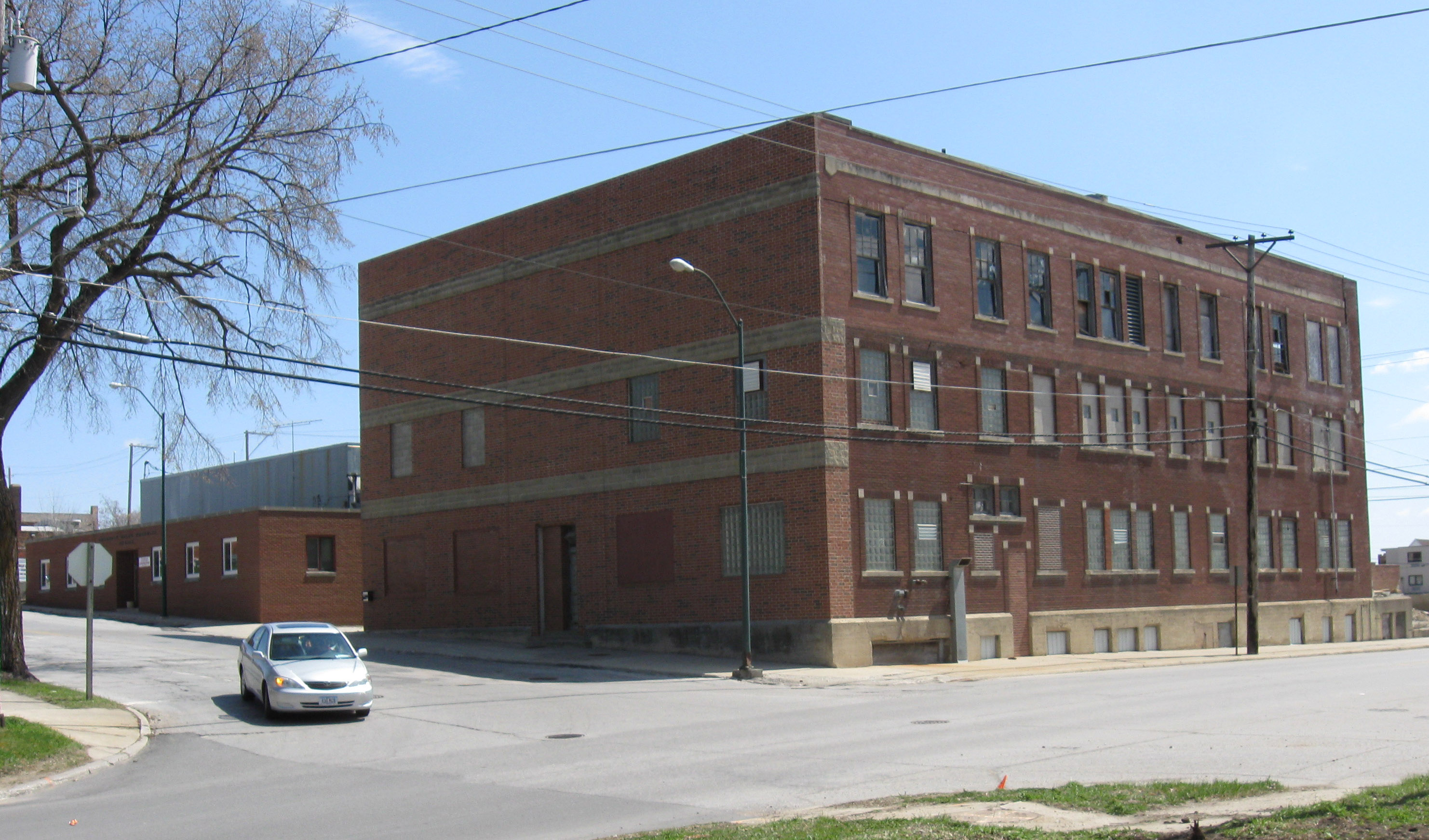
Здание бывшего производителя эскимо
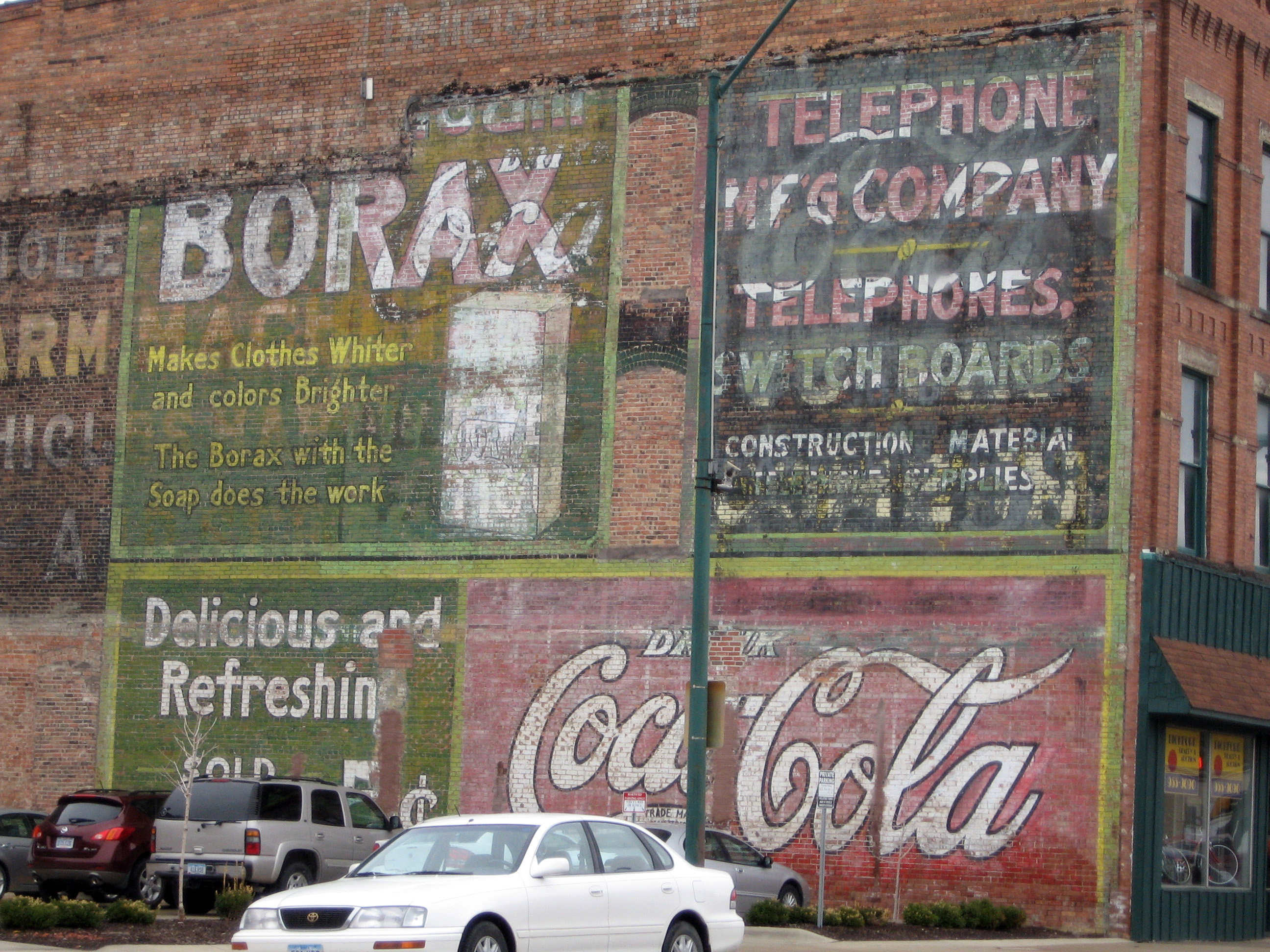
Старые рекламные надписи
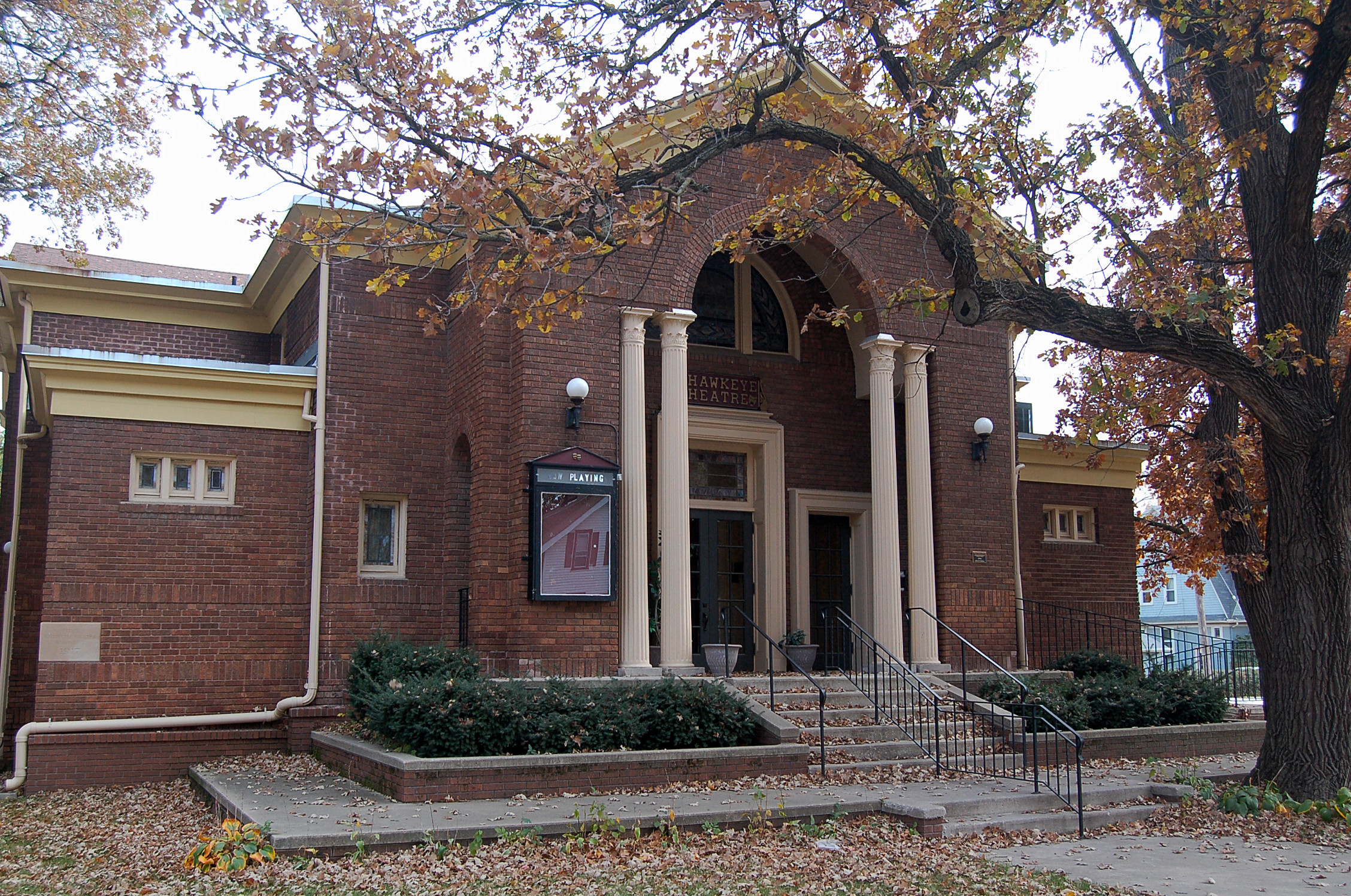
Театр «Соколиный глаз»

### Парки и зоны отдыха
В парке Олесон есть леса и пешеходные тропы. Здесь находится недавно отреставрированный ансамбль города.
Парк Снелл-Кроуфорд (расположенный на Уильямс-Драйв и 12-й авеню Норт) — излюбленное место местных жителей для отдыха на выходных. Здесь есть поле для диск-гольфа, три площадки для волейбола с песком, дорожка для пробежек, прогулок и езды на велосипеде, столы для пикника и грили. Солдат-Крик протекает через парк.
Роуздейл-Рапидс, новый городской водный центр стоимостью в несколько миллионов долларов, открылся к северу от перекрестка 10-й Северной авеню и Норт-32-й улицы в июле 2010 года. В водном центре есть бассейны, водные горки и ленивая река.
Парк Джона Ф. Кеннеди - ближайший к Форту Додж кемпинг. Здесь есть большой палаточный лагерь, озеро с пляжем для купания, детская площадка и пешеходные тропы. Здесь расположено муниципальное поле для гольфа Lakeside на 18 лунок.
Парк для внедорожников Gypsum City площадью 1,2 км² открылся для публики 6 июля 2006 года. Парк расположен на заброшенных гипсовых шахтах. Планируется, что в будущем парк будет расширен до 6,1 км².
Поле для гольфа Fort Dodge Country Club является одним из лучших полей для гольфа в Айове.
Государственный заповедник Вудман-Холлоу находится примерно в 11 км к юго-востоку от Форт-Доджа.
Форт Frenzy открылся к востоку от города в конце 2013 года. Здесь есть развлечения для всей семьи, такие как игровые автоматы, бамперные лодки, бамперные машинки, мини-гольф, картинг, лазертаг, каток и боулинг.

## Образование
Форт-Додж является домом для центрального кампуса Общественного колледжа центральной Айовы.
Форт-Додж обслуживается школьным округом Форт-Додж. Система государственных школ включает старшую среднюю школу Форт-Додж (9–12), среднюю школу Форт-Додж (5–8) и несколько начальных школ. Начальная школа Данкомба ненадолго закрылась в 2015 году из-за структурных проблем и работала на территории бывшей средней школы Фэр-Оукс. Новое здание открылось осенью 2018 года и обслуживает 1–4 классы. Частные школы в Форт-Додже включают Сент-Эдмонд (дошкольное учреждение-12), общественную христианскую школу (дошкольное учреждение-8), лютеранскую школу Святого Павла (дошкольное учреждение-8) и баптистскую школу Харвест (K-12).
Форт-Додж был местом проведения чемпионатов Спортивной ассоциации средних школ Айовы. В настоящее время чемпионаты по кроссу проводятся в парке Джона Ф. Кеннеди к северу от города. Форт-Додж также принимает чемпионат Айовы по софтболу среди девушек в парке Харлан Роджерс.

## Инфраструктура

### Наземный транспорт
Шоссе 20 обходит Форт-Додж на юге, а шоссе 169 огибает западную часть города; по обеим магистралям проходят деловые маршруты через город. Конечная остановка шоссе 7 находится на северо-западной окраине города.
Dodger Area Rapid Transit обслуживает шесть местных автобусных маршрутов, которые соединяют большинство коммерческих, медицинских и образовательных учреждений только в будние дни.
Автобусные линии Джефферсона обслуживают Форт-Додж, откуда можно добраться до Уильямса, где путешественники могут подключиться к расширенной линии Джефферсона.

### Аэропорт
Региональный аэропорт Форт-Додж (FOD) расположен к северу от города. Обслуживает преимущественно авиацию общего назначения.

## Здравоохранение
Больница Юнити-Пойнт, бывший региональный медицинский центр Тринити, является единственной больницей Форт-Доджа.

## Города-побратимы
У Форт-Доджа установлены побратимские отношения со следующими городами:
- Джяковица, Косово